# Echte goerami's
Echte goerami's (Osphronemidae) vormen een familie van baarsachtige zoetwatervissen. 

## Verspreiding en leefgebied
Ze worden aangetroffen in Azië, van Pakistan en India tot Maleisië en Korea.

## Leefwijze
Sommige soorten uit deze familie broeden hun eieren uit in hun bek, andere bouwen een nest. 

## Taxonomie
Er worden ruim negentig soorten onderscheiden, onderverdeeld in vier onderfamilies en vijftien geslachten.
Voor deze familie werd ook de naam Polyacanthidae gebruikt en sommige soorten werden eerder in de familie Anabantidae (Anabantidae) geplaatst. De onderfamilie Belontiinae (Belontiinae) is gedegradeerd van familie Belontiidae tot een onderfamilie van de echte goerami's.

## Onderfamilies en geslachten
Er zijn ongeveer 96 soorten in ongeveer 15 geslachten.
- Onderfamilie Goerami's (Belontiinae)
  - Geslacht Belontia G. S. Myers, 1923
- Onderfamilie Paradijsvissen (Macropodinae)
  - Geslacht Betta Bleeker, 1850
  - Geslacht Macropodus Lacépède, 1801
  - Geslacht Malpulutta Deraniyagala, 1937
  - Geslacht Parosphromenus Bleeker, 1877
  - Geslacht Pseudosphromenus Bleeker, 1879
  - Geslacht Trichopsis Canestrini, 1860
- Onderfamilie Echte goerami's (Luciocephalinae)
  - Geslacht Ctenops McClelland, 1845
  - Geslacht Luciocephalus Bleeker, 1851
  - Geslacht Parasphaerichthys Prashad & Mukerji, 1929
  - Geslacht Sphaerichthys Canestrini, 
  - Geslacht Trichogaster Bloch & J. G. Schneider, 1801
  - Geslacht Trichopodus Lacépède, 1801
- Onderfamilie Spijsgoerami's (Osphroneminae)
  - Geslacht Osphronemus Lacépède, 1801